# Pont de Nanpu
Le pont de Nanpu (chinois simplifié : 南浦大桥 ; chinois traditionnel : 南浦大橋 ; pinyin : Nánpǔ dàqiáo), situé à Shanghai sur la rivière Huangpu en Chine, est un pont à haubans. Il fut le plus grand pont de ce type en Chine lors de son inauguration.

## Descriptif
Terminé en 1991, il a une portée de 423 mètres pour une longueur totale de 765 mètres, il possède un tirant d'air de 46 mètres. Le pont supporte sept voies d'une autoroute — trois en direction de l'ouest et quatre en direction de l'est —. Il est prévu pour un trafic quotidien de 4,5 à 5 millions de véhicules. De chaque côté, il y a des trottoirs desservis au moyen d'un ascenseur payant.

## Dénomination
Le nom de cet ouvrage, Nanpu, est une abréviation des deux districts qu'il relie : le Nanshi sur la partie nord et celui de Pudong au sud. Les trois autres grands ponts de Shanghai sur le Huangpu suivent également cette convention  : le pont de Lupu (district de Luwan - Pudong) , le pont de Yangpu (Yangpu - Pudong) et le pont de Xupu (Xuhui - Pudong).

Panorama sur le pont de Nanpu